# Casa aurarului din Cluj-Napoca

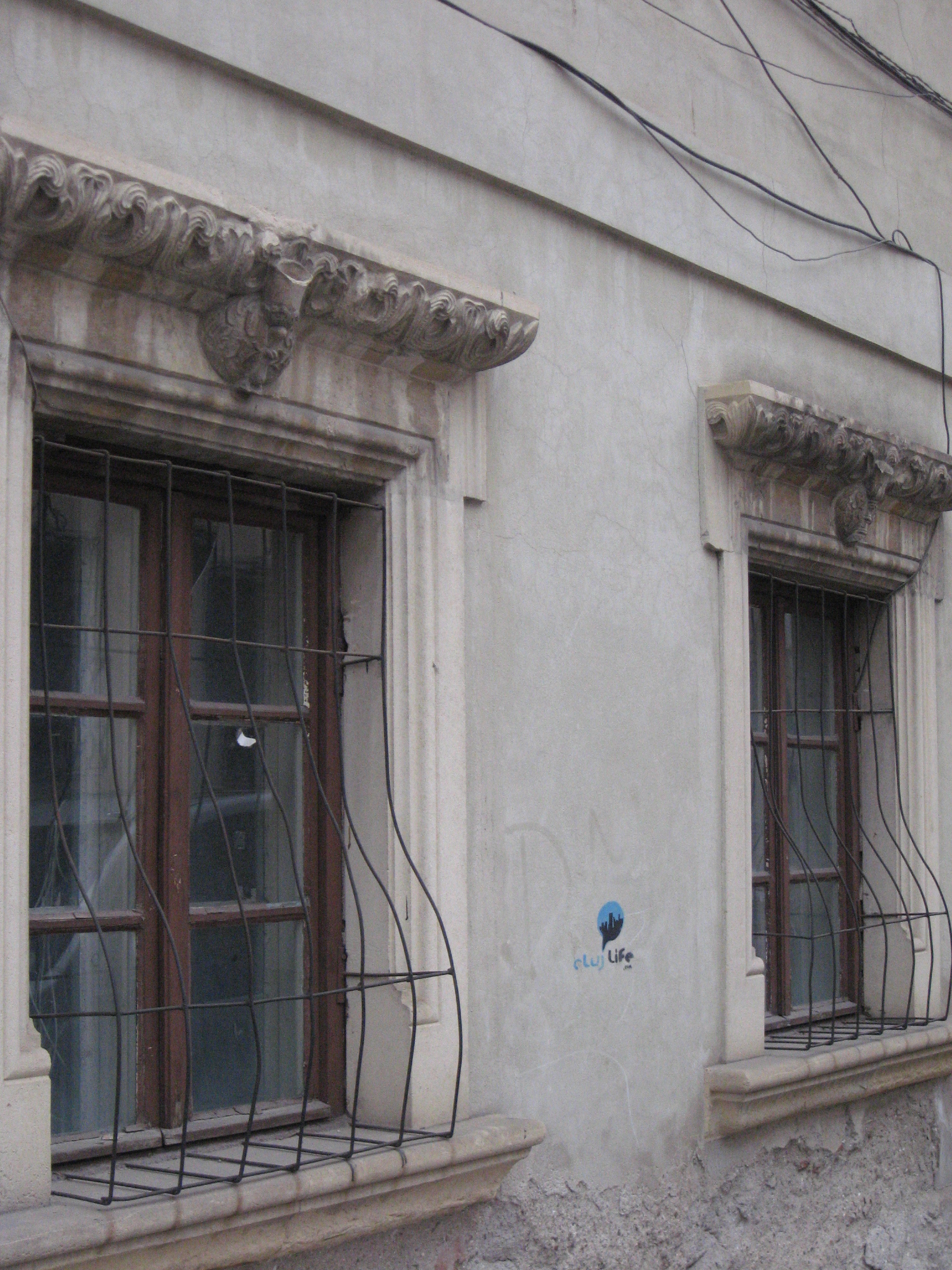
Casa argintarului din Cluj-Napoca

Casa aurarului (sau Casa Breslei Aurarilor) se află în centrul municipiului Cluj-Napoca, la intersecția dintre fosta Uliță Regală și fosta Uliță a Minoriților (astăzi, străzile I.C. Brătianu nr.27 și Hermann Oberth), vis-a-vis de Palatul Toldalagy-Korda. Această casă a fost construită la mijlocul secolului al XVIII-lea și este monument istoric, cod LMI CJ-II-m-A-07290.